# Джуна Барнс
Джуна Барнс (англ. Djuna Barnes; 12 червня 1892, Сторм Кінг Маунтін, штат Нью-Йорк — 18 червня 1982, Нью-Йорк) — американська письменниця-модерністка, художниця, одна з ключових постатей космополітичного Парижа 1920-1930-х.

## Біографія

### Ранні роки (1892—1912)
Джуна Барнс народилася в хатині на Горі Короля Бурі, недалеко від Корнуолла-он-Хадсон, Нью-Йорк.
Бабуся Джуни по материнській лінії Задел Барнс була письменницею, журналісткою, феміністичною активісткою (суфражизм), власницею впливового літературного салону. Батько, Уолд Барнс (уроджений Генрі Аарон Будінгтон) — був невдалим композитором, музикантом і живописцем. Будучи захисником полігамії, він одружився з матірю Джуни, Елізабет Дж. Барнс (до шлюбу Чаппелл) в 1889 році; його коханка Френсіс «Фанні» Кларк переїхала до них у 1897 році, коли Джуні було п'ять років. 
Вони мали вісім дітей (п'ятеро від Елізабет: сини Турн, Зендон, Саксон і Шангар і дочка Джуна; четверо від Фанні: сини Дуейн і Браян і дочки Мюріель і Шейла), яких батько майже не намагався підтримати матеріально. Один зведений брат помер у дитинстві. Задел Барнс, яка вважала свого сина незрозумілим художнім генієм, щосили намагалася забезпечити всю сім'ю, поповнюючи свій дохід листами з проханнями друзям та знайомим.
Будучи другою старшою дитиною, Джина постійно доглядала молодших братів і сестер. Вона здобула домашню освіту, в основному від батька та бабусі, які вчили її письму, мистецтву та музиці, але нехтували такими предметами, як математика та орфографія. Вона стверджувала, що взагалі не має формальної освіти; деякі дані свідчать про те, що вона була зарахована до державної школи після десяти років, хоча її відвідуваність була непостійною.
Барнс продовжувала тепле листування з батьком до його смерті у 1934 році. Вона побічно згадує зґвалтування у своєму першому романі Райдер і точніше, в запеклій останній п'єсі «Антифон». Відверті сексуальні згадки у листуванні з бабусею, з якою вона ділила ліжко протягом багатьох років, припускають інцест, але Задел, яка померла 40 років тому на той час, коли був написаний «Антифон», не фігурувала у обвинувальних актах.
Незадовго до свого 18-річчя Джуна Барнс неохоче «одружилася» з братом Фанні Кларк Персі Фолкнером на приватній церемонії без духівництва. Йому було 52 роки. Її батько, мати і брат активно підтримували цей шлюб, але вона була з ним не більше 2 місяців.

### Нью-Йорк (1912–1921)
В 1912 сім'я Барнс, зіткнувшись з фінансовою кризою, розпалася. Джина з матір'ю і трьома братами переїхала до Нью-Йорка. Потім мати подала на розлучення, дозволивши батькові одружитися з коханкою. 
Цей переїзд уперше дав Барнс можливість формально вивчати мистецтво; вона відвідувала Інститут Пратта близько 6 місяців з 1912 по 1913 рік і Лігу студентів-художників Нью-Йорка з 1915 по 1916 рік, але необхідність утримувати себе і сім'ю - тягар, який ліг на неї, незабаром змусив її покинути школу і влаштуватися на роботу репортеркою в Бруклін Дейлі Гол. Після прибуття в Daily Eagle Барнс сказала слова, написані всередині Бруклінського музею: "Я вмію малювати і писати, якби не найняли мене".
У наступні кілька років вона з'явилася майже у всіх газетах Нью-Йорка, враховуючи New York Press, The World та McCall's; вона писала інтерв'ю, нариси, театральні огляди та різні статті, часто ілюструючи їх власними малюнками. Вона також опублікувала короткометражку у недільному додатку до New York Morning Telegraph та в pulp magazine All-Story Cavalier Weekly.
Більшість журналістської роботи Барнс була суб'єктивною та експериментальною. Написавши про розмову з Джеймсом Джойсом, вона зізналася, що втратила частину того, що він сказав, тому що не була зосереджена, хоча почитала листа Джойса. Взявши інтерв'ю у драматурга Дональда Огдена Стюарта, вона кричала на нього, щоб той "перевернувся і став знаменитим". У «Дівчині та горилі», опублікованій New York World Magazine за жовтень 1914 року, вона розмовляє з Діною, горилою із зоопарку Бронкса.
Для іншої статті в New York World в 1914 році вона представила примусове годування, техніку тортур, яку використовували щодо голодуючих у тюрмах суфражисток. Барнс писала: «Коли я, виконуючи акторську гру, відчула, що палаю від обурення з приводу цієї жорстокої узурпації моїх власних функцій, як ті, хто насправді зазнали цього випробування в його гострому жаху, мабуть, запалали полум'ям через "Зазіхання на святилища свого духу". На закінчення вона прийшла до висновку: «Я найбільший досвід найсміливіших представниць своєї статі».
Серед її друзів та подруг були Пеггі Гуггенхайм, Джеймс Джойс, Езра Паунд, Наталі Барні, Гертруда Стайн, Береніс Еббот, Сільвія Біч, Е. Е. Каммінгс, Е. Монтале. У 1927—1931 роках була у любовному зв'язку зі скульпторкою Тельмою Вуд. Передмову до її лесбійського роману «Нічний ліс» (1936) написав Т. С. Еліот, який його редагував. Після довгої перерви, викликаної безвихідною депресією, опублікувала пронизану автобіографічними мотивами драму у віршах «Антифон» (1958).
В 1961 Джуна Барнс була обрана до Американської академії мистецтв і літератури, а в 1981 — нагороджена стипендією Національного фонду мистецтв.
Барнс була останньою з живих учасників першого покоління англомовних модерністів. Письменниця померла у своєму будинку у Нью-Йорку 18 червня 1982 року, через 6 днів після свого 90-річчя.